# Fangchengbao
Fangchengbao (方程豹) — подразделение китайской компании BYD Auto по производству внедорожников.

## Описание
Бренд Fangchengbao был основан 9 июня 2023 года. У подразделения есть собственные магазины прямых продаж.
16 августа 2023 года компания представила первую модель — FangChengBao Leopard 5, которая расположена между Denza и Yangwang. Автомобиль дебютировал в Чэнду на платформе DMO.

## Продукция

### Серийные автомобили
- Bao 5 (豹5) — среднеразмерный внедорожник.
- Bao 8 (豹8) — полноразмерный внедорожник.
- Bao 3 (豹3) — компактный внедорожник.
- Tai 3 (钛3) — компактный внедорожник.

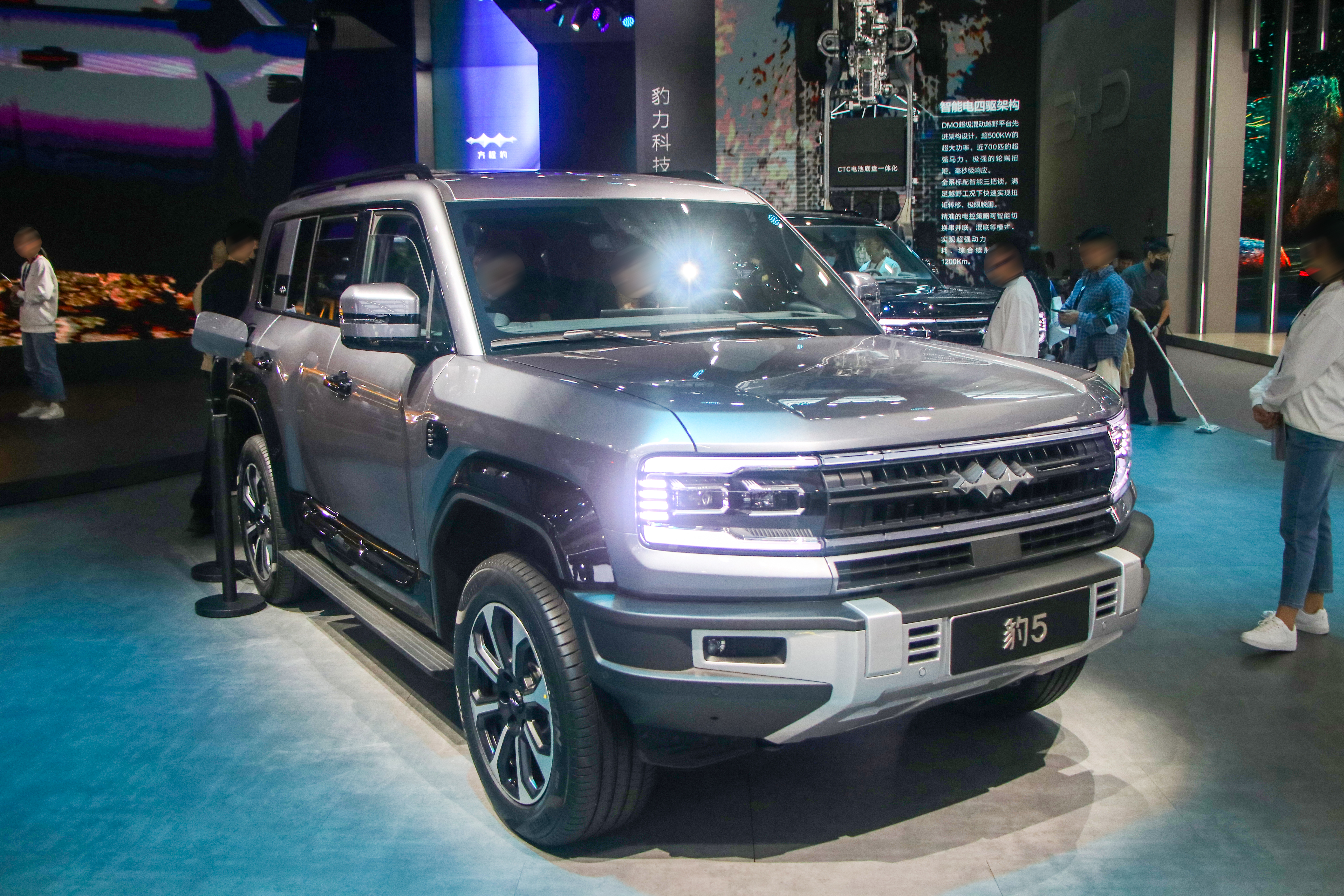
Fangchengbao 5
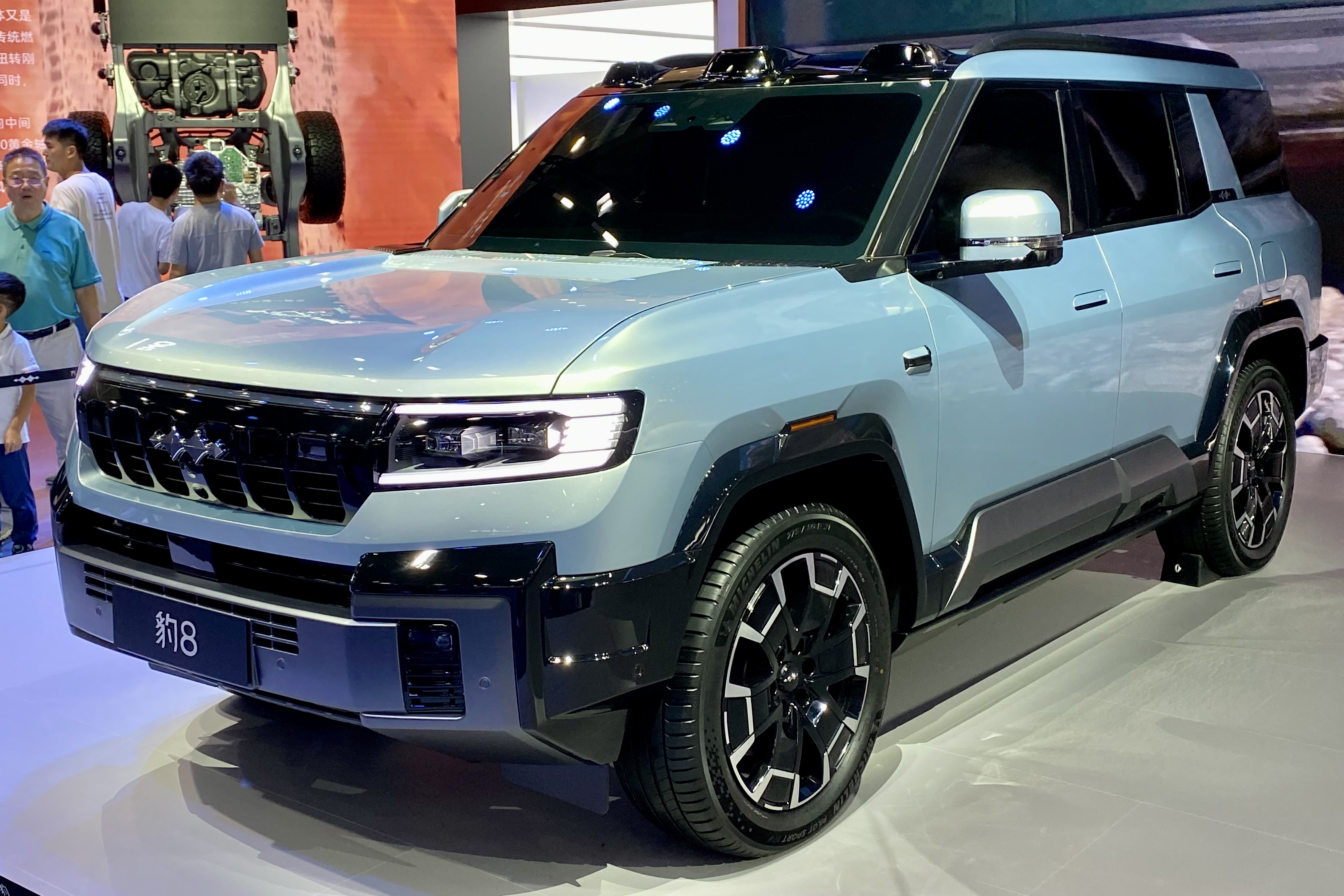
Fangchengbao 8
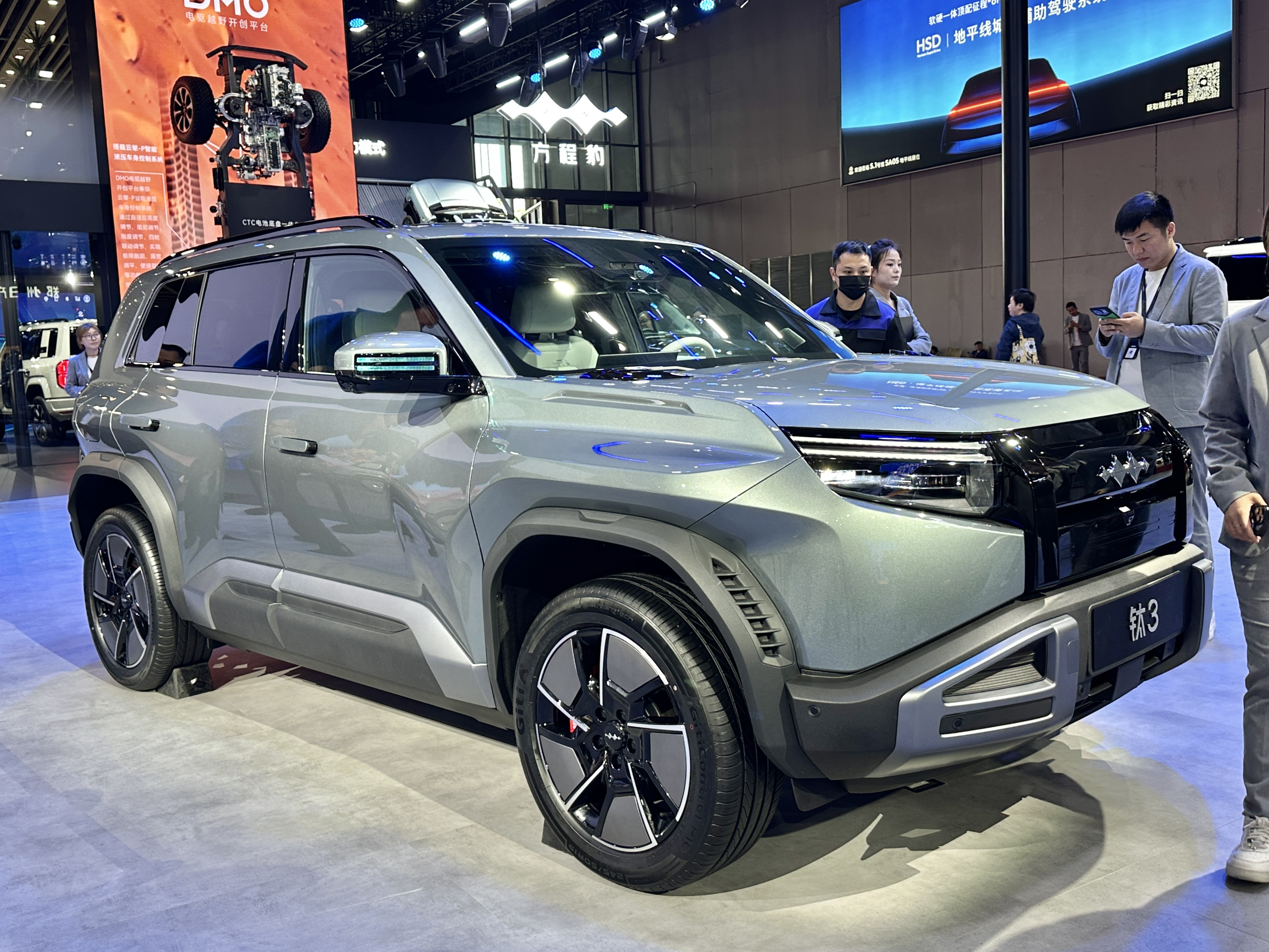
Fangchengbao Tai 3

### Прототипы
- Fangchengbao Super 3 — компактный внедорожник.
- Fangchengbao Super 9 — суперкар.

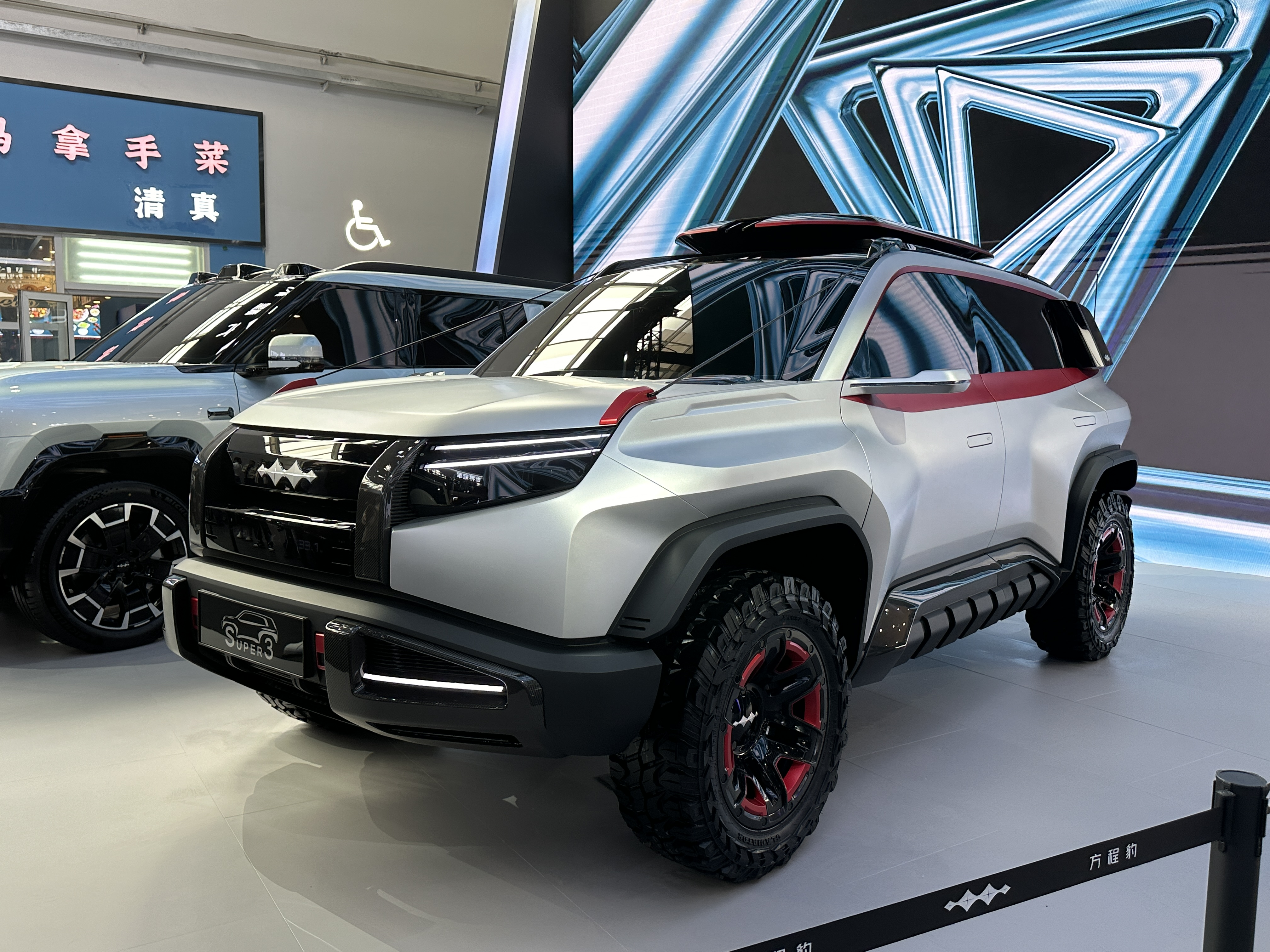
Fangchengbao Super 3
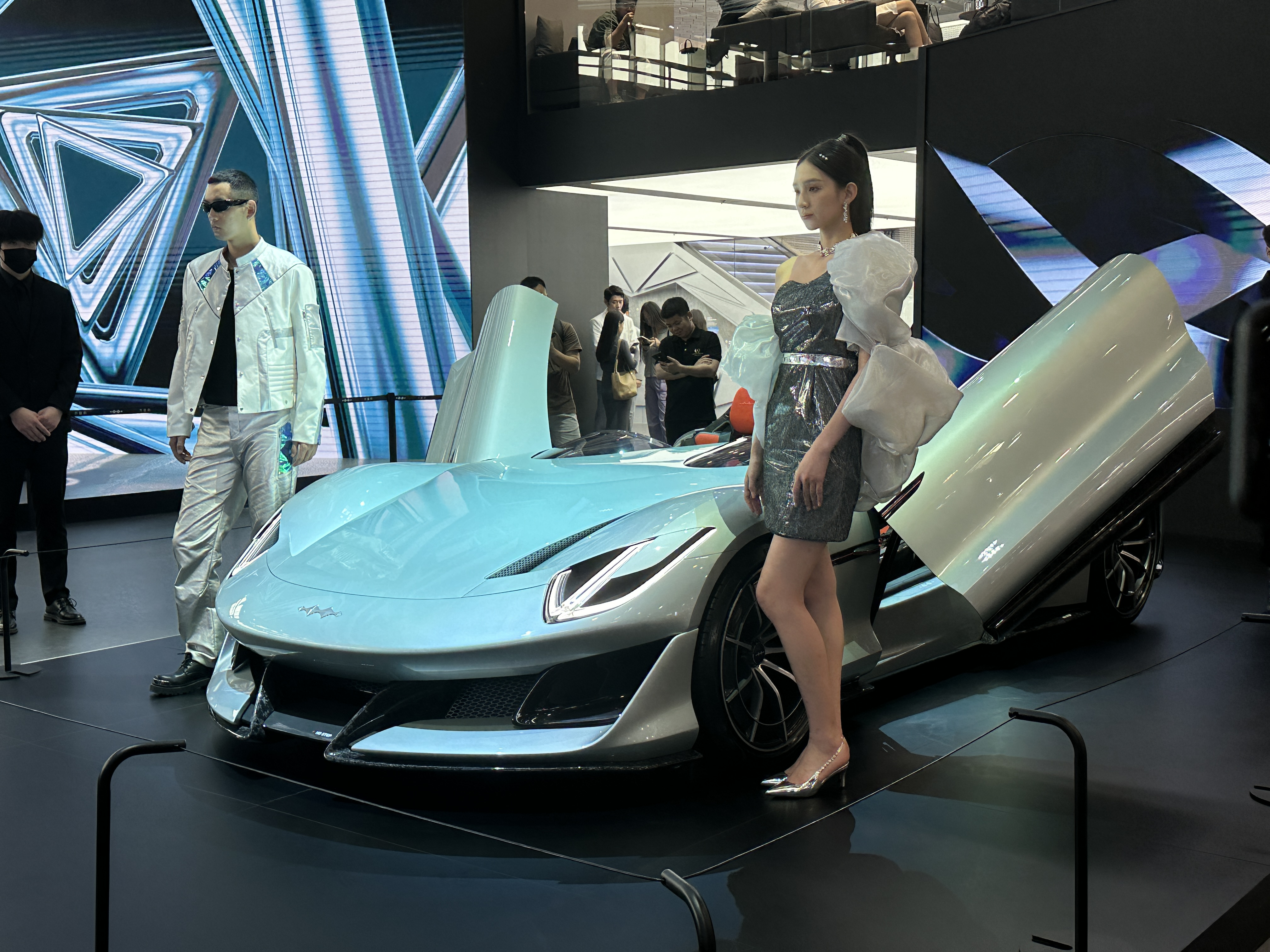
Fangchengbao Super 9